# 統営海底トンネル
統営海底トンネル（통영해저터널）は、大韓民国慶尚南道統営市にあり、弥勒島（美修洞）と統営半島（堂洞）を結ぶ長さ483m、幅5m、高さ3.5mの海底トンネルである。2005年9月14日大韓民国登録文化財第201号に指定された。 

## 概要
1932年に統営運河と同時期に完成した東洋初の海底トンネルである。
かつては本土と弥勒島を結ぶ重要な交通道路だったが、片側1車線の2車線道路であるものの、モータリゼーションの進展で自動車の交通量が増加し、狭い歩道を通る歩行者通行の飽和状態を解消する必要性が出てきた。そこで、隣接地に忠武橋が1967年に開通した。これにより自動車の通行が出来なくなったため、現在は歩行者と軽車両の通行のみ可能な歩道トンネルである。その忠武橋にも歩行者と軽車両が通行可能な歩道があるため、通行目的では殆ど使われていない観光道路である。
本土と弥勒島を結ぶための道路設備はこのトンネルと忠武橋の他に、西に離れたところに統営大橋（1998年開通）があり、忠武橋の渋滞緩和のために設置された。
統営運河を掘削する際に作った海底トンネルであり、満潮基準で深さ13.5mの位置に作られた。工事の提唱者と施行はこの地域を統治していた日本本国によるものであったが、朝鮮地方の人材と資材によって完成された点で歴史的価値があると認められ、登録文化財に指定された。 

## 構造
防波堤を設置して生じた空間に型枠を設置してコンクリートを打設してトンネルを作り、その後で防波堤を除去する工法で作られた。トンネルの入り口は木製の梁を用いたキングポストトラス構造で作られた。
歩行者専用化に併せて上下水道管がトンネルの両側をコンクリートが覆う形で設置され、この時に当初の幅7mから現在の幅5mとなった。老朽化の進行で1996年にメンテナンスされた。
トンネルの出入口には「龍門達陽」という言葉が刻まれている。これは龍門を経て山陽に達するという意味であり、開通当時の統営邑長である山口精の筆跡によるもの。トンネルの斜路は、アスファルト舗装された。  
日本統治時代の正式名称はこの地域を主戦場とする文禄・慶長の役での日本側における英雄である豊臣秀吉の位にあやかる形で「太閤窟」であったが、朝鮮側の英雄である李舜臣を再神格化する一環で光復後に現在の名称となり、「太閤窟」の杭口銘板部分も「海底터널」に架け替えられた。